# Ogre (řeka)
Ogre (lotyšská výslovnost [uogre]) je řeka v Lotyšsku. Je 188 km dlouhá. Povodí má rozlohu 1700 km².

## Průběh toku
Pramení na Vidzemské vysočině a protéká Středolotyšskou nížinou. Vlévá se zprava do Daugavy, u ústí se rozkládá stejnojmenné město.

## Vodní režim
Zdroj vody je smíšený. Průměrný roční průtok vody ve vzdálenosti 20 km od ústí činí 17,7 m³/s. Zamrzá v prosinci a rozmrzá na konci března nebo na začátku dubna.